# Jacqueline Allen
Jacqueline Allen (nacida como Jacqueline Slack, 17 de junio de 1983) es una deportista británica que compitió en triatlón y acuatlón.
Ganó dos medallas de plata en el Campeonato Mundial de Triatlón Campo a Través en los años 2017 y 2019, y una medalla de plata en el Campeonato Europeo de Triatlón Campo a Través de 2016. Además, obtuvo una medalla de bronce en el Campeonato Europeo de Xterra Triatlón de 2015.
En acuatlón consiguió una medalla de bronce en el Campeonato Mundial de Acuatlón de 2017.

## Palmarés internacional
| Campeonato Mundial | Campeonato Mundial    | Campeonato Mundial | Campeonato Mundial |
| Año                | Lugar                 | Medalla            | Prueba             |
| ------------------ | --------------------- | ------------------ | ------------------ |
| 2017               | Penticton (Canadá)    | Medalla de plata   | Individual         |
| 2019               | Pontevedra (España)   | Medalla de plata   | Individual         |
| Campeonato Europeo |                       |                    |                    |
| Año                | Lugar                 | Medalla            | Prueba             |
| 2016               | Valle de Joux (Suiza) | Medalla de plata   | Individual         |

| Campeonato Europeo | Campeonato Europeo      | Campeonato Europeo | Campeonato Europeo |
| Año                | Lugar                   | Medalla            | Prueba             |
| ------------------ | ----------------------- | ------------------ | ------------------ |
| 2015               | Cranleigh (Reino Unido) | Medalla de bronce  | Individual         |

| Campeonato Mundial | Campeonato Mundial | Campeonato Mundial | Campeonato Mundial |
| Año                | Lugar              | Medalla            | Prueba             |
| ------------------ | ------------------ | ------------------ | ------------------ |
| 2017               | Penticton (Canadá) | Medalla de bronce  | Individual         |